# Joseph Debatty
Joseph Debatty dit l'Abbé Joseph Debatty (né le 22 septembre 1882 et décédé à Filot le 28 juillet 1957) est un prêtre catholique belge, il est le fondateur et premier président du Standard de Liège de 1898 à 1902.

## Biographie
Élève au Collège Saint-Servais de Liège, Joseph Debatty fonde en 1898 avec l'aide d'autres élèves, le Standard Football Club. Déçus par le FC Liégeois, ils décidèrent de créer leur propre équipe qu'ils baptisèrent "Standard Football Club". Joseph Debatty en devient le premier président à l’âge de 16 ans. Pour leur première partie, ils portèrent des maillots rouges... prêtés par le Football Club Liégeois. Les joueurs choisissent pour couleurs le rouge et le blanc.
L'abbé Debatty fut le curé de Filot pendant 31 ans.